# Voščevka
Voščevka je potok, ki izvira na južnem obronku Ljubljanskega barja in se kot desni pritok izliva v potok Borovniščica, ta pa se nato kot desni pritok izliva v Ljubljanico.